# Lehenhammer
Lehenhammer ist ein Gemeindeteil der Gemeinde Etzelwang im oberpfälzer Landkreis Amberg-Sulzbach in Bayern.

## Geografie
Das Dorf liegt in der Hersbrucker Alb etwa zwei Kilometer westsüdwestlich des Ortszentrums von Etzelwang und liegt auf einer Höhe von 406 m ü. NHN.

## Geschichte

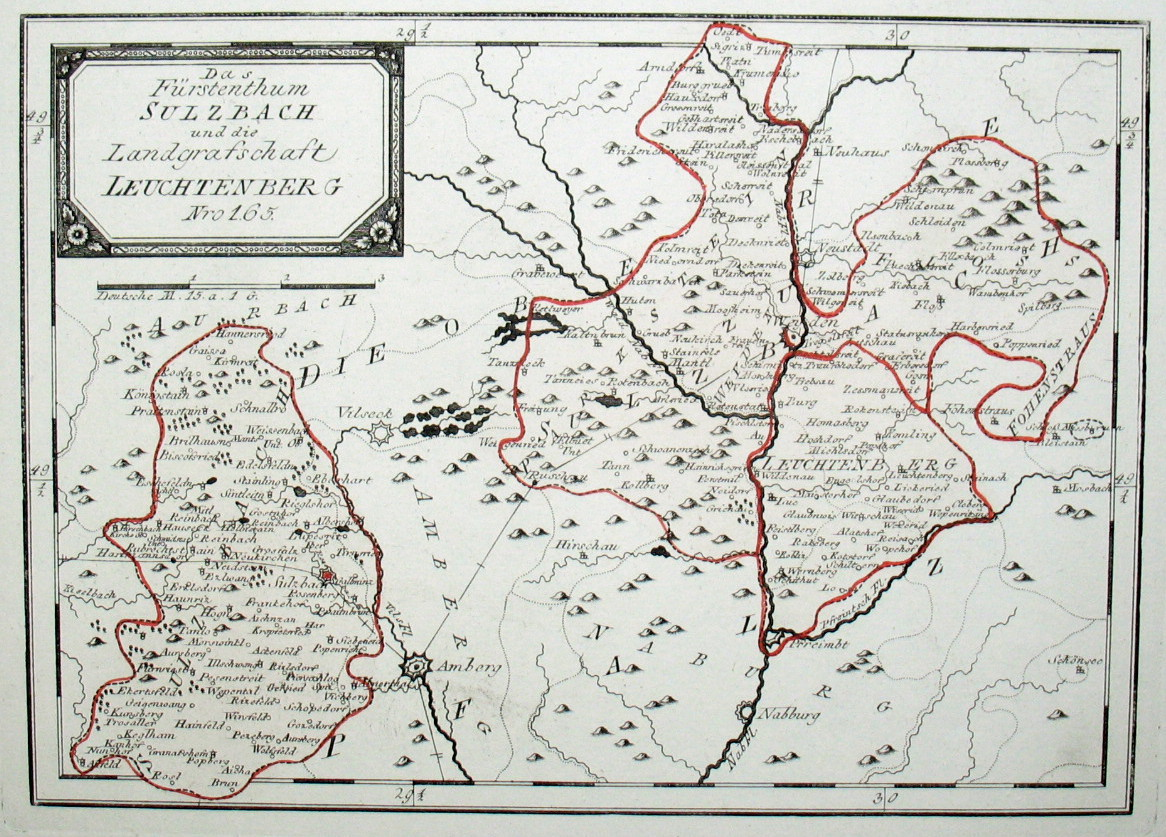
Das Territorium des Fürstentums Sulzbach und der Landgrafschaft Leuchtenberg

Zum Ende des Heiligen Römischen Reichs bildete Lehenhammer einen Teil des Landrichteramtes Sulzbach, das zum wittelsbachischen Herzogtum Sulzbach gehörte. Durch die zu Beginn des 19. Jahrhunderts im Königreich Bayern durchgeführten Verwaltungsreformen wurde Lehenhammer mit dem zweiten Gemeindeedikt 1818 zum Bestandteil der Ruralgemeinde Etzelwang. Nur wenig später wurde die Gemeinde Etzelwang 1820/21 allerdings wieder aufgelöst und daraus (mit Ausnahme der beiden Orte Etzelwang und Ziegelhütten) die Ruralgemeinde Schmidtstadt gebildet. Diese hatte ihren Gemeindesitz aber nicht im namensgebenden Ort, sondern in Lehendorf. Im Zuge der Gebietsreform in Bayern wurde die Gemeinde Schmidtstadt (mit Ausnahme von Bürtel) im Jahr 1978 in die Gemeinde Neidstein eingegliedert, die 1983 entsprechend dem größten Gemeindeteil in Gemeinde Etzelwang umbenannt wurde.

## Verkehr
Die Anbindung an das öffentliche Straßennetz wird durch die Kreisstraße AS 38 hergestellt, die aus dem Süden vom Weigendorfer Ortsteil Oed her kommend den Ort durchläuft und in nordöstlicher Richtung nach Lehendorf weiterführt.